# Film avangardist
Filmul avangardist, filmul experimental, cinematograful experimental  (engleză experimental film, franceză cinéma expérimental) sau cinematograful avangardist este un mod de producție a filmelor care reevaluează riguros convențiile cinematografice și explorează forme non-narative și alternative la cele tradiționale. Multe filme experimentale, în special cele timpurii, se referă la arte din alte discipline: pictura, dansul, literatura și poezia sau provin din cercetarea și dezvoltarea unor noi resurse tehnice.
În timp ce unele filme avangardiste au fost distribuite prin canalele obișnuite sau chiar făcute în studiouri comerciale, marea majoritatea a acestora au fost produse cu bugete foarte scăzute, cu o echipă de producție minimă sau  chiar de o singură persoană. Aceste filme sunt  autofinanțate sau sprijinite prin intermediul unor mici burse.
Filmele avangardiste sunt produse, în general, de amatori. Unele persoane folosesc aceste filme experimentale ca  pe o rampă de lansare în producția de filme comerciale. Scopul filmelor experimentale este, de obicei, acela de a prezenta viziunea personală a unui artist sau de a promova interesul pentru o tehnologie nouă, mai degrabă decât să distreze publicul sau să genereze venituri, cum se întâmplă în cazul filmelor comerciale.

## Vezi și
- Listă de filme avangardiste